# (4271) Novosibirsk
(4271) Novosibirsk (1976 GQ6) – planetoida z pasa głównego asteroid okrążająca Słońce w ciągu 5,23 lat w średniej odległości 3,01 j.a. Odkryta 3 kwietnia 1976 roku.